# Challenger de Saguenay
O Challenger de Saguenay, atualmente patrocinado como Challenger Banque Nationale de Saguenay, é um torneio de tênis profissional disputado em quadras duras cobertas. O evento é classificado como um torneio ITF Women's Circuit de US$ 60.000 e é realizado em Saguenay, Quebec desde 2006.

## Resultados passados

### Simples
| Ano     | Campeã                                  | Vice-campeã                             | Resultado                               |
| ------- | --------------------------------------- | --------------------------------------- | --------------------------------------- |
| 2022    | Karman Thandi                           | Katherine Sebov                         | 3–6, 6–4, 6–3                           |
| 2020–21 | Cancelado devido à pandemia de COVID-19 | Cancelado devido à pandemia de COVID-19 | Cancelado devido à pandemia de COVID-19 |
| 2019    | Indy de Vroome                          | Robin Anderson                          | 3–6, 6–4, 7–5                           |
| 2018    | Katherine Sebov                         | Quirine Lemoine                         | 7–6(12–10), 7–6(7–4)                    |
| 2017    | Gréta Arn                               | Bibiane Schoofs                         | 6–1, 6–2                                |
| 2016    | Catherine Bellis                        | Bianca Andreescu                        | 6–4, 6–2                                |
| 2015    | Jovana Jakšić                           | Amra Sadiković                          | 6–3, 6–7(5–7), 6–1                      |
| 2014    | Julie Coin                              | Jovana Jakšić                           | 7–5, 6–3                                |
| 2013    | Ons Jabeur                              | CoCo Vandeweghe                         | 6–7(0–7), 6–3, 6–3                      |
| 2012    | Madison Keys                            | Eugenie Bouchard                        | 6–4, 6–2                                |
| 2011    | Tímea Babos                             | Julia Boserup                           | 7–6(9–7), 6–3                           |
| 2010    | Rebecca Marino                          | Alison Riske                            | 6–4, 6–7(4–7), 7–6(7–5)                 |
| 2009    | Sofia Arvidsson                         | Séverine Beltrame                       | 5–7, 6–4, 7–6(7–1)                      |
| 2008    | Alexa Glatch                            | Alberta Brianti                         | 6–3, 6–1                                |
| 2007    | Angelique Kerber                        | Sabine Lisicki                          | 6–3, 6–4                                |
| 2006    | Angelique Kerber                        | Valérie Tétreault                       | 5–7, 7–5, 7–6(8–6)                      |

### Duplas
| Ano     | Campeãs                                   | Vice-campeãs                                  | Resultado                               |
| ------- | ----------------------------------------- | --------------------------------------------- | --------------------------------------- |
| 2022    | Arianne Hartono Olivia Tjandramulia       | Catherine Harrison Yanina Wickmayer           | 5–7, 7–6(7–3), [10–8]                   |
| 2020–21 | Cancelado devido à pandemia de COVID-19   | Cancelado devido à pandemia de COVID-19       | Cancelado devido à pandemia de COVID-19 |
| 2019    | Mélodie Collard Leylah Annie Fernandez    | Samantha Murray Bibiane Schoofs               | 7–6(7–3), 6–2                           |
| 2018    | Tara Moore Conny Perrin                   | Sharon Fichman Maria Sanchez                  | 6–0, 5–7, [10–7]                        |
| 2017    | Bianca Andreescu Carol Zhao               | Francesca Di Lorenzo Erin Routliffe           | walkover                                |
| 2016    | Elena Bogdan Mihaela Buzărnescu           | Bianca Andreescu Charlotte Robillard-Millette | 6–4, 6–7(4–7), [10–6]                   |
| 2015    | Mihaela Buzărnescu Justyna Jegiołka       | Sharon Fichman Maria Sanchez                  | 7–6(8–6), 4–6, [10–7]                   |
| 2014    | Ysaline Bonaventure Nicola Slater         | Sonja Molnar Caitlin Whoriskey                | 6–4, 6–4                                |
| 2013    | Marta Domachowska Andrea Hlaváčková       | Françoise Abanda Victoria Duval               | 7–5, 6–3                                |
| 2012    | Gabriela Dabrowski Alla Kudryavtseva      | Sharon Fichman Marie-Ève Pelletier            | 6–2, 6–2                                |
| 2011    | Tímea Babos Jessica Pegula                | Gabriela Dabrowski Marie-Ève Pelletier        | 6–4, 6–3                                |
| 2010    | Jorgelina Cravero Stéphanie Foretz Gacon  | Heidi El Tabakh Rebecca Marino                | 6–3, 6–4                                |
| 2009    | Sofia Arvidsson Séverine Brémond Beltrame | Stéphanie Dubois Rebecca Marino               | 6–3, 6–1                                |
| 2008    | Katalin Marosi Marina Tavares             | Gabriela Dabrowski Sharon Fichman             | 2–6, 6–4, [10–4]                        |
| 2007    | Angelique Kerber Ágnes Szatmári           | Sabine Klaschka Angelika Rösch                | 6–1, 6–4                                |
| 2006    | Alberta Brianti Giulia Casoni             | Raquel Kops-Jones Aleke Tsoubanos             | 6–4, 7–6(7–4)                           |